# Rhinocricus barbouri
Rhinocricus barbouri är en mångfotingart som beskrevs av Chamberlin 1918. Rhinocricus barbouri ingår i släktet Rhinocricus och familjen Rhinocricidae. Inga underarter finns listade i Catalogue of Life.